# Paul Bahn
Paul G. Bahn (Kingston upon Hull, 1953) es un arqueólogo, traductor, escritor y divulgador británico que llegó a publicar numerosas obras acerca de diversos temas relacionados con la Arqueología y, sobre todo, con el arte prehistórico. Es uno de los editores de la revista Archaeology, publicado bimensualmente por el Archaeological Institute of America (AIA). Asimismo ha supervisado diversas investigaciones arqueológicas patrocinadas por el citado AIA en Europa, África, América y Polinesia. Bahn también ha sido asesor en numerosos documentales televisivos, como el conocido "The Making of Mankind" de la BBC.
Nacido y criado en Kingston upon Hull, estudió arqueología en la Universidad de Cambridge, donde leyó su tesis doctoral acerca de la prehistoria en los Pirineos franceses, en 1979. Tras su doctorado recibió varias becas en Liverpool y Londres, así como de The Getty Center para el estudio de la Historia del Arte y Humanidades. Su carrera, durante la década de los años 1980 se repartió entre el periodismo ocasional, la traducción y la publicación de sus propios trabajos. Interesado, sobre todo, en el arte prehistórico y arte rupestre de todo el globo, estuvo unos años realizando estudios arqueológicos en la isla de Pascua, y formó parte del equipo que descubrió e investigó, entre 2003 y 2004, Creswell Crags, la primera cueva con arte rupestre paleolítico conocido en las islas británicas.

## Algunos títulos de Paul Bahn en español
- Arqueología: Guía del pasado humano. Editorial Blume - ISBN 9788480764148
- Atlas de Arqueología mundial. Editorial Libsa - ISBN 8466205543
- Arqueología : Teorías, métodos y práctica. Ediciones Akal - ISBN 8446002345
- Arqueología. Conceptos clave. Ediciones Akal - ISBN 8446025906
- Introducción a la Arqueología. Colección Flash 111. Ediciones Acento - ISBN 9788448304034
- Cómo pasar por experto en arqueología. Ediciones Enigma ISBN (Obra completa) 970-14-0035-6

ISBN(Arqueología) 970-14-0036-4